# Kris Munroe
Kristine "Kris" Munroe è un personaggio della serie TV Charlie's Angels interpretato da Cheryl Ladd. Prende il posto di sua sorella Jill quando quest'ultima lascia l'agenzia. Ha partecipato alle stagioni dalla 2ª alla 5ª.

## Storia
Il giovane Angelo Kris è divertente, dolce e bello. Riesce ad assumere differenti coperture e spesso recita ruoli divertenti: una concorrente ad un concorso di bellezza (Tanti begli Angeli in fila), un clown sul ghiaccio (Angeli sul ghiaccio), un'attrice di film svedesi, un'autista di TIR (Angeli sulla strada), un'assistente di un tiratore di coltelli in un circo (Terrore al circo). È brava anche nel canto (Angeli dietro le quinte). Questo dà alla Ladd la possibilità di mostrare il suo talento, tanto che alla fine degli anni '70 pubblica due album e canta l'inno nazionale alla 14ª edizione del Super Bowl del 1980.
Kris eredita l'auto di sua sorella Jill, la Cobra II, e vive in una casa sulla spiaggia.